# Vay Miklós (politikus)
Báró vajai Vay Miklós (Alsózsolca, 1802. április 29. – Budapest, 1894. május 14.) államférfi, főispán, főrendiházi elnök, koronaőr, országgyűlési képviselő, református főgondnok, MTA igazgató tag. Vay Miklós hadmérnök fia, Vay Miklós szobrász édesapja.

## Élete
Apja báró vajai Vay Miklós (1756–1824) hadmérnök, tábornok, anyja Johanna von Adelstein (1776–1863) bárónő. Gondos nevelésben részesítették már otthon a szülői házban, de maga is erősen iparkodott. A középiskolák végeztével Pesten hallgatott jogot, azután patvaristáskodott Bárczay Pál pest vármegyei alispán, majd Szögény Zsigmond királyi személynök mellett. 1823-ban Bécsbe ment a politechnikumra. Apja halála hazahívta és átvevén a családi jószágot, vissza akart vonulni a közélettől. De egyrészről egyháza, másrészről vármegyéje vette igénybe tehetségét. Az alsó-zempléni református egyházmegye 1824-ben tanácsbíróvá választotta, 1825-ben pedig Zemplén vármegye aljegyzője lett. Ugyanezen évben megjelent a pozsonyi országgyűlésen és Széchenyi István gróf gárdájába sorakozott. 1827-ben Zemplén főjegyzője, alig pár hét múlva alispánja lett és ugyanazon évben kamarásságot nyert. 1828. április 13-án Bécsben nőül vette Geymüller báró bécsi bankár leányát, Johannát. 1830-ban vármegyéjét képviselte az V. Ferdinándot koronázó országgyűlésen, ahol egész határozottan a kormány mellé állt, ezért ajánlotta őt Reviczky Ádám Zemplén vármegyei adminisztrátornak. 1831-ben a kolerajárvány miatt lázongó vármegyék királyi biztosa volt. Ugyanezen évben királyi táblabíró lett. 1840-ben a tiszántúli református egyházkerület főgondnokává választotta. 1841-ben szeptemvirré lépett előre és 1844-ben a rendek nagy lelkesedéssel törvénybe iktatták érdemeit és koronaőrré választották. 1845-ben valóságos belső titkos tanácsosi méltóságot nyert és a budai helytartótanácsnál elnökhelyettes lett. 1846-ban a galíciai forradalom hatásának ellensúlyozására őt küldték a felső vármegyékbe. A következő évben ő kísérte a hírneves 45 napos körútján István főherceget. 1848-ban Erdélybe küldetett az oláh lázadás lecsillapítására. Szeptemberben Batthyány lemondásakor megkínálták az új minisztérium alakításával, de sikertelenül. A szabadságharc alatt visszavonultan élt. S ezt Bécsben annyira félremagyarázták, hogy megkínálták az ország kormányzóságával és mikor ezt visszautasította, a «forradalom alatti működéséért» perbe fogták és először halálra ítélték. De nyolc hónap múlva kiszabadult. 1859-ig visszavonultan élt, ekkor a protestánsokra sérelmes pátens ellen ő is harcra kelt és nagy befolyásával annyira vitte, hogy a pátens 1860-ban visszavonatott. Mikor 1860-ban a kibékülés szüksége a két ország között előtérbe nyomult, udvari kancellárrá nevezték ki. E méltóságról azonban Schmerling alkotmányellenes kísérlete miatt lemondott. 1865-ben Borsod vármegye főispánja lett. Az alkotmányos óra elkövetkezésével működésének súlypontja a főrendiházban volt. Koronaőr, majd 1884-ben a főrendiház alelnöke, Sennyey Pál báró halálával pedig 1888-ban elnöke lett. Ezen idő alatt sem szűnt meg az egyház érdekében buzgólkodni. 1877-től a konventnek, 1881-ben a nevezetes debreceni zsinatnak volt elnöke. Az agg államférfit országszerte nagy szeretettel környezték mindenütt és nagy részvéttel kísérték sírjához.

## Írásos művei

### Gyűjteményekben megjelent munkái
Vay Miklós urnak Borsod V. főispáni helytartójának hivatalába 1831. Bőjtelőhava 3. történt bevezetése alkalmával mondott beszédek. Miskolc, 1831. sz. gyűjteményes munkában; Borsodvármegyének 1831. Szent István hava 15. 16. Miskolcon B. Vay Miklós főisp. helytartó jelenlétében restaurationalis közgyűlése alkalmával elmondott beszédek. Miskolc, 1831. c. gyűjteményben; a Sárospataki ref. főiskola háromszázados ünnepe emlékkönyvében (1860. júl. 8. Megnyitó beszéde); a Protestáns egyházi és iskolai lapok (1878. 18. sz. Főgondnoki megnyitó beszéde a tiszáninneni egyházkerület közgyűlésén; 27. sz. A sárospataki főiskola új épületének megnyitása és a közhasználatnak ünnepi átadása alkalmával jún. 23.; megyei és alkalmi beszédei a naplókban vannak; a Toldy István a Magyar politikai szónoklat kézikönyvében (Pest, 1866. II. A vegyes házasságok ügyében 1840.). A vallási átmenet ügyében 1843. A túrmezei sérelemről.

### Önállóan megjelent munkája
- Emléklapok Vajai báró Vay Miklós életéből. Lévay József bevezetésével. Budapest, 1899. Szerzőnek arcképével. (Naplója, levelei stb.).